# A Touch of Sweden
A Touch of Sweden är ett musikalbum med instrumentalmusik från 1970 av den svenska gruppen Sten & Stanley.

## Låtlista

### Sida A
1. Jingle Jangle
2. A Girl Like You
3. Put a Little Love in Your Heart
4. Never My Love
5. Fly Me to the Moon

### Sida B
1. Down on the Corner
2. Raindrops Keep Fallin' on My Head
3. Good Morning
4. I'll Never Fall in Love Again
5. Maxwell's Silver Hammer